# José Torrealba
José Antonio Torrealba Acevedo (Acarigua, 13 giugno 1980) è un ex calciatore venezuelano, di ruolo attaccante.